# Lenzitella
Lenzitella is monotypisch geslacht van schimmels behorend tot de familie Thelephoraceae. Het bevat alleen de soort Lenzitella malenconii.